# 임경업장군비각
임경업장군비각(林慶業將軍碑閣)은 대한민국 전라남도 순천시 낙안읍성 내의 객사로 들어가는 입구 도로가에 있는 한채의 비각과 그 안에 서 있는 비석이다. 1984년 2월 29일 전라남도의 문화재자료 제47호로 지정되었다.

## 개요
낙안읍성 내의 객사로 들어가는 입구 도로가에 있는 한채의 비각과 그 안에 서 있는 비로, 임경업 장군의 어진 다스림을 기리고 있다.
임경업(1594∼1646)은 조선시대 중기의 명장으로, 인조 4년(1626) 이곳 전라도 낙안지역의 군수로 부임해왔다. 인조 6년(1628) 3월 서울지역으로 옮겨갈 때까지 낙안읍성을 쌓는 등 어진 다스림을 베풀었으며, 병자호란과 정묘호란 때에도 큰 공을 세웠다. 이 지역에는 그에 관한 많은 전설이 내려오고 있는데, 그를 이 지역의 수호신으로 신봉하기도 하여 매년 정월 보름이면 낙안면 주인들에 의한 큰 제사가 행하여 지고 있다.
비각은 앞면 1칸·옆면 1칸으로 되어 있으며, 지붕은 옆에서보아 여덟 팔(八)자의 선을 그리는 팔작지붕을 얹었다. 앞면과 옆면의 기둥사이에는 붉은 막대들을 세워놓았고, 뒷면은 길다란 널판을 끼워 벽을 이루게 하였다. 비각 앞에는 ‘전군수임장군비각 영건표적비’가 자리하고 있고, 비각 앞면 윗부분에 ‘차임장군비각판상운(1893, 신병우)’과 ‘비각문관중건기(1952, 김상언)’이라 새긴 두 개의 현판이 걸려 있어, 영조 24년(1748)에 비각을 세운 후 1893년과 1952년에 각각 보수를 하였음을 알 수 있다.
비는 거북받침돌 위로 비몸을 세우고 머릿돌을 올린 모습이다. 받침돌의 거북머리는 눈이 타원형으로 그려져 있고, 귀가 표현되어 있으며 코는 닳아서 잘 보이지 않는다. 등은 볼록해져 있으며, 중앙에는 비를 꽂아두기 위한 네모난 홈을 두었다. 머릿돌에는 구름속을 헤치는 용의 모습이 조각되어 있다. 비몸 앞면 중앙에는 ‘군수임공경업선정비’라는 비의 명칭을 세로로 새겨 놓았고, 왼쪽 아래부분에 건립연대를 적어놓았다. 이 기록을 통해 임경업이 군수직을 마치고 서울로 떠나던 인조 6년(1628)에 이 비를 세웠음을 알 수 있다.

## 같이 보기
- 임경업

## 참고 문헌
- 임경업장군비각 - 국가유산청 국가유산포털